# Thaba-Tseka
Thaba-Tseka é um dos 10 distritos do Lesoto.

## Demografia
| 1966 | 1976 | 1986    | 1996    | 2006    |
| -    | -    | 108.187 | 126.353 | 129.881 |